# РПЛ-20
РПЛ-20 (рос. ручной пулемёт ленточный) — новий російський ручний кулемет під патрон 5,45 × 39 мм. Розробляється Іжевським машинобудівним заводом нині. Вперше був показаний на форумі Армія-2020. У майбутньому він доповнить кулемети РПК-16 та РПК-400 у спецпідрозділах ЗС РФ та ФСБ.

## Опис
Концерн Калашніков заявив, що РПЛ-20 є новою конструкцією, а не похідною від широко поширеної серії автоматів Калашнікова. Це повністю автоматичний ручний кулемет із стрічковим живленням, відкритим, поворотним затвором та газовим поршнем з довгим ходом.
Крім цього, про РПЛ-20 відомо небагато. Зброя все ще перебуває у розробці, на яку, за прогнозами Концерну Калашніков, піде ще 2-3 роки. Незважаючи на конструктивний характер зброї, Концерн Калашніков надав відео, на якому зі зброї стріляють, демонструючи, що вони принаймні створили прототип, що повністю функціонує.